# Peter Elster (Unternehmer)
Peter Elster (getauft 1. Juli 1637 in Neudek; begraben 30. April 1704 in Platten) war ein böhmischer Unternehmer und Rebellenführer im Nordböhmischen Bauernaufstand von 1680.

## Leben
Peter Elster war Angehöriger einer weitverzweigten Familie die ursprünglich aus dem Harz stammte. Seine Eltern waren Drahtziehermeister Jobst Elster (II.) († 1669) und dessen Ehefrau Kunigunda († 1674), möglicherweise Tochter des Drahtziehermeisters Jakob Lerch († 1635).
Elster erlernte den Beruf des Fleischers und erlangte in seiner Heimatstadt das Bürgerrecht. In erster Ehe heiratete er 1661 die Tochter des Neudeker Bürger- und Schichtmeisters Georg Stutzig. Als beim nordböhmischen Bauernaufstand von 1680 die Unruhen auf Neudek übergriffen, schloss sich Elster den gegen zu hohe Roboten und Zehenten protestierenden Leibeigenen an. Der hochgräfliche Amtsverwalter Paul Amand Müller glaubte die Situation unter Kontrolle zu haben. Auf den Ratsversammlungen ging Müller auf die Forderungen der Aufständischen ein. An der Spitze der Rebellen stehend, wurde Elster von Müller der Revolte beschuldigt und als „Anstifter und Randalierer“ bezeichnet. Graf Humprecht Johann Czernin bat Kaiser Leopold I. um Hilfe, welcher nach Neudek Soldaten entsandte. Elster und seine Komplizen wurden von den Stadtbewohnern mit Waffen unterstützt. Die Aufrührer flohen trotz Ermahnung des Grafen Czernin in das angrenzende Gebirge, von wo aus sie jegliche Unterwerfung verweigerten. Laut kaiserlichem Dekret vom 7. April 1680 hatte Neudek bis auf weiteres alle städtischen Privilegien verloren und trotz eines demütigen Schreibens der Bürgerschaft wurde den Einwohnern der Bürgerstand entzogen. Im August 1680 hielten sich die Rebellen ein Zeit lang an der Grenze zu Sachsen auf. Der Schwager von Elster, Georg Bernhard Stutzig, floh im September 1680 nach Sachsen, wo er angeblich deren Religion annahm. Nach seiner Gefangennahme erhielt Elster eventuell die Todesstrafe, welche in Strafarbeit in den herrschaftlichen Eisenwerken umgewandelt wurde. Die zu Strafarbeit Verurteilten wurden begnadigt. Um einen weiteren Aufstand zu verhindern, blieb ein Teil des Regimentes in der zur Dorfgemeinde degradierten Stadt zurück.
Elster zog später mit seiner Familie nach Platten, wo sein Schwager Johann Putz das Amt des Bergzehntners bekleidete. 1684 heiratete er dort in zweiter Ehe die Witwe des Bergmeisters Peter Kuhn. Darauf begann Elster in Breitenbach an der Grenze zu Sachsen mit dem lukrativen Geschäft der Erzeugung und des Handels mit blauer Farbe, einem bedeutenden Industriezweig der Region. Die Farbmühle brachte seine zweite Frau mit in die Ehe. Nebenbei war er weiter als Fleischer tätig. Drei seiner Kinder kehrten später nach Neudek zurück. Dort fungierte sein Schwiegersohn Johann Jakob Schuster als Vize-Stadtrichter und sein Sohn Johann als Bürgermeister. Die Farbmühle in Breitenbach übernahm nach seinem Tode 1704 sein jüngerer Sohn Christian Elster, der es mit dem Farbhandel zu einem gewissen Wohlstand brachte. Auf dem Grundstück entstand ein Herrenhaus. Zum Ziel, die Grundherrschaft über die Dörfer Pürles und Udritsch bei Luditz zu erlangen, nahm er von 1722 bis 1730 eine Summe von 10.000 Gulden auf. Elsters Sohn Johann Peter wurde 1737 in der Pfarrkirche St. Martin in einer Gruft vor dem Liebfrauenaltar bestattet. Der Blaufarbenfabrikant Joseph Putz war sein Urenkel.

## Familie
Peter Elster heiratete in erster Ehe am 12. November 1662 in Neudek Susanna Stutzig (~ 21. August 1644 in Neudek; † 3. April 1683 ebenda) und in zweiter Ehe am 9. Juli 1684 in Platten Maria Kuhn. Aus der ersten Ehe gingen folgende Kinder hervor:
1. Johannes Martinus (* ~ 7. November 1663 in Neudek)[10]
2. Eva; ⚭ 1688 in Neudek Johann Jakob Schuster, Schneidermeister und Vize-Richter
3. Maria Anna; ⚭ 1694 in Platten Johann Georg Lohr, Berg- und Hufschmied[11]
4. Johann († 1750 in Neudek), Bürgermeister; ⚭ I. 1702 in Neudek Maria Elisabetha Waldöstl; ⚭ II. 1705 in Neudek Anna Regina Haußner
5. Hanß Peter (* ~ 19. Februar 1674 in Neudek; † 1737 ebenda);[12] ⚭ I. 1701 in Neudek Maria Stöckner; ⚭ II. 1728 in Neudek Anna Barbara Schodt
6. Christianus (* ~ 21. Februar 1679 in Neudek; † 1742 in Breitenbach);[13] ⚭ I. 1706 in St. Joachimsthal Maria Rosalia Schedlich, geb. Seeling, Enkelin des Waldbereiters Paul Wenzel Seeling, ⚭ II. 1727 in St. Joachimsthal Eva Regina Brückner
7. Hannß Georg (* ~ 1. April 1681 in Neudek)[14]
8. Antonius (* ~ 3. April 1683 in Neudek)[15]